# Plesiophrictus mahabaleshwari
Plesiophrictus mahabaleshwari är en spindelart som beskrevs av Benoy Krishna Tikader 1977. Plesiophrictus mahabaleshwari ingår i släktet Plesiophrictus och familjen fågelspindlar. Inga underarter finns listade i Catalogue of Life.